# Берегсеу-Маре
Берегсеу-Маре (рум. Beregsău Mare) — село у повіті Тіміш в Румунії. Входить до складу комуни Секелаз.
Село розташоване на відстані 424 км на захід від Бухареста, 15 км на захід від Тімішоари.

## Населення
За даними перепису населення 2002 року у селі проживали 1704 особи.
Національний склад населення села:
| Національність | Кількість осіб | Відсоток |
| -------------- | -------------- | -------- |
| румуни         | 1662           | 97,5%    |
| угорці         | 18             | 1,1%     |
| німці          | 14             | 0,8%     |

Рідною мовою назвали:
| Мова      | Кількість осіб | Відсоток |
| --------- | -------------- | -------- |
| румунська | 1679           | 98,5%    |
| угорська  | 11             | 0,6%     |
| німецька  | 8              | 0,5%     |